# Żyd Wieczny Tułacz

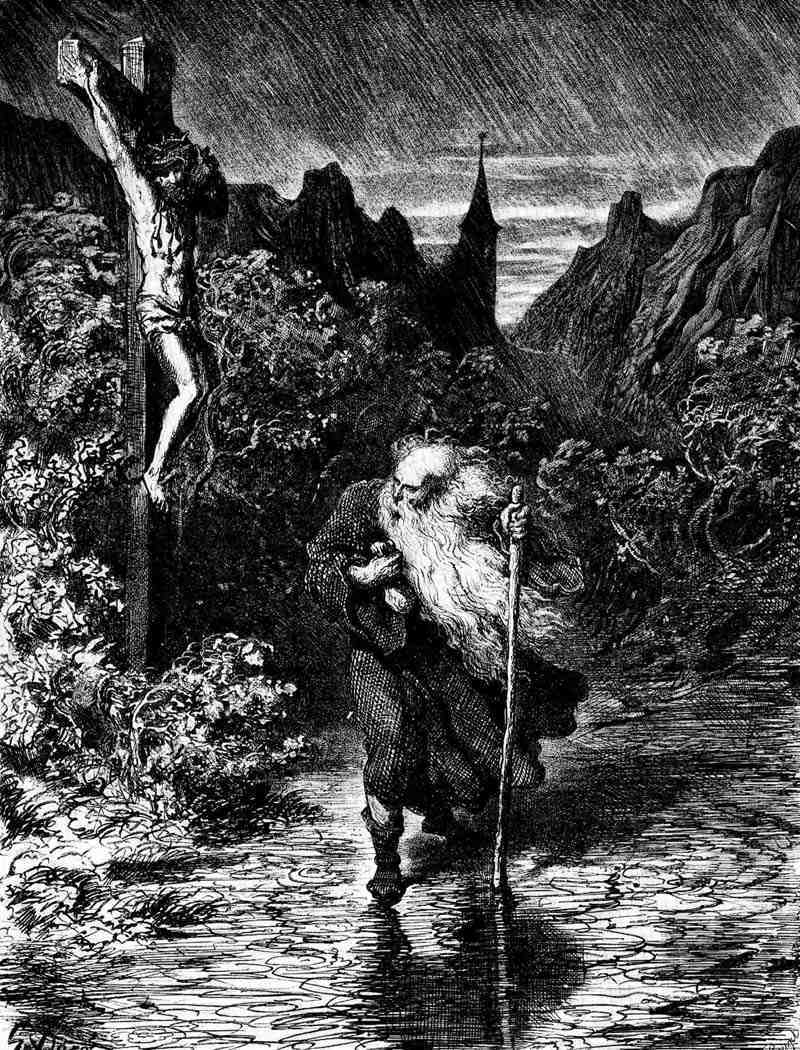
Ilustracja Gustave’a Doré przedstawiająca Żyda Wiecznego Tułacza

Żyd Wieczny Tułacz (Ahaswerus, Aswerus) – legendarna postać Żyda, który miał znieważyć czynnie Chrystusa idącego z krzyżem na Golgotę, za co został ukarany wieczną tułaczką po świecie. Legenda przyjmowała różne postacie.

## Ewolucja
Najdawniejsza legenda odnosi się do człowieka, który nie mógł stracić życia, ponieważ zgubił śmierć. Błądzi w nieskończoność, oglądając troski i radości innych ludzi, sam skazany na wieczną kontemplację w oczekiwaniu końca świata.
W 1228 roku legenda rozwinęła się dzięki przekazowi benedyktyna, Matthieu Pârisa, zapisanemu przez niego na podstawie wypowiedzi armeńskiego biskupa przebywającego z wizytą w klasztorze. Biskup opowiedział o tym, że w czasie drogi krzyżowej odźwierny Poncjusza Piłata, Rzymianin imieniem Cartaphilus, popchnął Chrystusa i spytał go dlaczego się zatrzymuje. Chrystus miał odpowiedzieć:
Idę jak jest zapisane, niebawem odpocznę, ale ty będziesz wędrował aż do mojego powrotu.
Biskup miał gościć przy swoim stole i rozmawiać z Cartaphilusem, który na chrzcie przybrał imię Józef.
W XVII wieku legenda była już powszechnie znana w całej Europie. „Wieczny tułacz” był wówczas najczęściej żydowskim szewcem o imieniu Ahaswerus. Rzekomo widziano go w Czechach, Austrii i Hiszpanii. Pojawił się wtedy anonimowy list (opublikowany po raz pierwszy w 1602 roku jako Kurtze Beschreibung und Erzehlung von einem Juden mit Namen Ahasverus) zawierający jakoby wypowiedź niemieckiego biskupa, Paula von Eitzena. Miał on w młodości spotkać Ahaswerusa w kościele w Hamburgu i rozmawiać z nim po mszy. W liście nacisk położony jest nie na czynną zniewagę Chrystusa, lecz na karę wiecznej tułaczki i nawrócenie.
Doniesienia o spotkaniu z „wiecznym tułaczem” pojawiają się przez wieki XVII, XVIII i XIX. Dotyczą całej Europy. Ostatnim, który rzekomo spotkał Ahaswerusa (w 1868 roku) miał być amerykański mormon z Salt Lake City. Popularna cały czas legenda, szczególnie żywe zainteresowanie wzbudzała w okresie romantyzmu i na początku XX wieku, a także w naszych czasach.
Badanie legendy wskazuje na jej złożoność i trwałość pewnych stałych danych, co otwiera szerokie możliwości prowadzenia studiów porównawczych z zakresu socjologii religii, psychologii jednostek i społeczeństw i ich stosunku do tajemnicy czasu.

## Nawiązania w kulturze

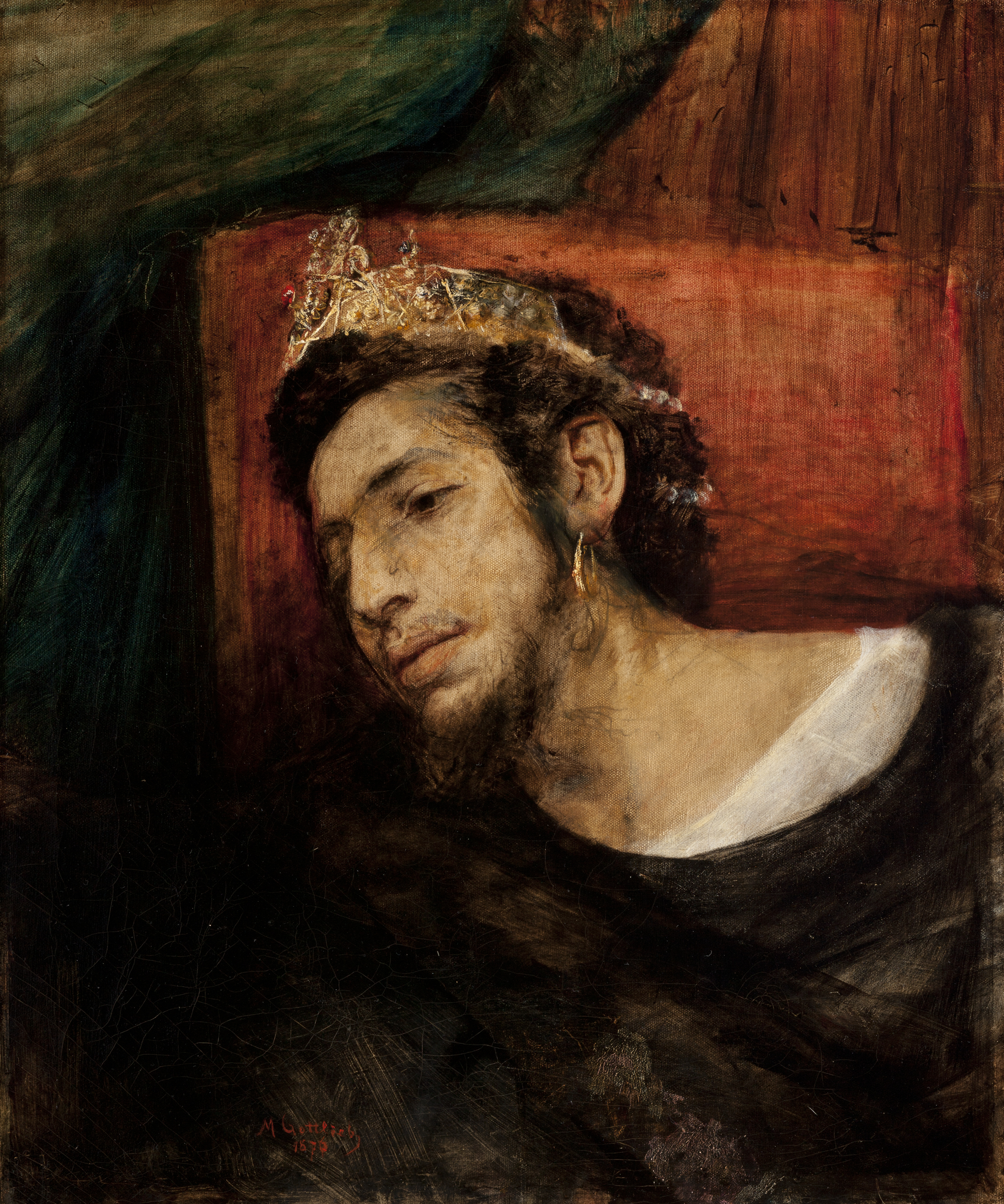
Maurycy Gottlieb, Ahaswer, 1876

Postać ta pojawia się w wielu utworach literackich. Należą do nich m.in.:
- Rękopis znaleziony w Saragossie Jana Potockiego,
- Dajan Mircea Eliade,
- Historia Żyda Wiecznego Tułacza Jeana d’Omerssona
- Mnich Matthew Gregory’ego Lewisa,
- Żyd wieczny tułacz Eugène’a Sue,
- Książę indyjski czyli Upadek Konstantynopola Lewisa Wallace’a
- Prelekcje paryskie Adama Mickiewicza,
- O Żydzie wiecznym tułaczu Jana Aleksandra Karłowicza
- Rozmyślania Antoniego Langego,
- Xiądz Faust Tadeusza Micińskiego,
- Kantyczka dla Leibowitza Waltera Millera,
- Sto lat samotności Gabriela García Márqueza
- Budowniczy ruin Herberta Rosendorfera,
- Krawędź snu Marcina Wolskiego,
- Krawędź czasu Krzysztofa Piskorskiego,
- Żyd Wieczny Tułacz Aleksandra Wata (opowiadanie),
- Austeria Justyny Steczkowskiej (utwór muzyczny),
- Syn Człowieczy Yi Munyola.
- Ostatni statek z planety Ziemia Johna Boyda
- Ahaswer Stanisława Grochowiaka
- Cartaphilus w mandze Oblubienica czarnoksiężnika
- Aleksander Wat Jacka Kaczmarskiego
- Dzienniki gwiazdowe („Podróż dwudziesta”) Stanisława Lema